# Proyecto MKDELTA
El Proyecto MKDELTA o "MKPLUSULTRA", tal como su sucesor Proyecto MKULTRA, es una operación de control mental efectuada por la Agencia Central de Inteligencia de los Estados Unidos.

## Desarrollo
Involucraba el uso de bioquímicos en investigación en seres humanos.

  Un procedimiento especial llamado MKDELTA, fue diseñado para gobernar el material (humano) del  Proyecto MKULTRA. Este material fue usado en un cierto número de ocasiones. Porque los archivos de MKULTRA fueron destruidos (por Sidney Gottlieb) es imposible reconstruir el uso operacional de MKULTRA en otros países; pero se dejó establecido que comenzó en 1953, y posiblemente tan temprano como 1950
 Reporte del Comité Church    (Libro I, Capítulo XVII)

  Las drogas psicotrópicas son usadas primarimente como ayuda a los interrogatorios, pero en  los sujetos MKULTRA/MKDELTA pueden ser usados para amenazar, desacreditar o deshabilitar  
 Reporte del Comité Church    (Libro I, Capítulo XVII)

## Nombre
Es un criptónimo CIA en que el dígrafo MK representa al proyecto del Equipo de Servicios Técnicos de la CIA en los 1950s y los 1960s.